# Mastergleichung
Eine Mastergleichung ist eine phänomenologisch begründete Differentialgleichung erster Ordnung, die die Zeitentwicklung der Wahrscheinlichkeiten eines Systems beschreibt.

## Beschreibung
Für Zustände aus einer diskreten Menge von Zuständen ist die Mastergleichung:
{\displaystyle {\frac {\mathrm {d} P_{k}}{\mathrm {d} t}}=\sum _{\ell \neq k}(T_{k\ell }P_{\ell }-T_{\ell k}P_{k}).}
wobei {\displaystyle P_{k}} die Wahrscheinlichkeit ist, dass sich das System im Zustand {\displaystyle k} befindet, und {\displaystyle T_{k\ell }} die als konstant angenommene Übergangswahrscheinlichkeitsrate vom Zustand {\displaystyle \ell } zum Zustand {\displaystyle k} ist. Analog lässt sich die Mastergleichung für kontinuierliche Zustände (und entsprechenden Wahrscheinlichkeitsdichten) formulieren, nur mit einer Integration statt einer Summation wie bei diskreten Zuständen.
In der Wahrscheinlichkeitstheorie gilt dies als ein kontinuierlicher Markow-Prozess, bei dem die integrierte Mastergleichung der Chapman-Kolmogorow-Gleichung entspricht.
Ist {\displaystyle T_{\ell k}} eine symmetrische Matrix (d. h. alle mikroskopischen Übergänge sind reversibel und die Übergangswahrscheinlichkeitsraten in beide Richtungen gleich), so gilt:
{\displaystyle T_{k\ell }=T_{\ell k},}
und damit:
{\displaystyle {\frac {\mathrm {d} P_{k}}{\mathrm {d} t}}=\sum _{\ell }T_{k\ell }(P_{\ell }-P_{k}).}
Die Mastergleichung (eine Integro-Differentialgleichung) kann als partielle Differentialgleichung unendlicher Ordnung ausgedrückt werden: man spricht dann von der Kramers-Moyal-Entwicklung.

## Beziehung zur Vorwärtsgleichung
Die Mastergleichung ist eine äquivalente Umformung der kolmogorowschen Vorwärtsgleichung. Zu einem zeitkontinuierlichen Markow-Prozess ist
{\displaystyle p_{ij}(t):=P(X(s+t)=j\mid X(s)=i)}
die Übergangswahrscheinlichkeit für den Übergang vom Zustand {\displaystyle i} in den Zustand {\displaystyle j}. Sie lassen sich für kleine Werte {\displaystyle \Delta t} in der Form {\displaystyle p_{ij}(\Delta t)=\delta _{ij}+q_{ij}\Delta t+o(\Delta t)} darstellen, wobei {\displaystyle Q=(q_{ij})} die Intensitätsmatrix ist, deren Einträge abseits der Hauptdiagonale die Sprungraten des Prozesses sind. Zum Eintrag {\displaystyle q_{kk}} der Hauptdiagonale nimmt der negierte Wert {\displaystyle -q_{kk}} die Rolle der Wegsprungrate ein, deren Kehrwert {\displaystyle -1/q_{kk}} der Erwartungswert der exponentialverteilten Verweildauer im Zustand ist. Mit {\displaystyle \delta _{ij}} ist das Kronecker-Delta gemeint und {\displaystyle o(\Delta t)} ist Landau-Notation. Fassen wir die Übergangswahrscheinlichkeiten zu einer Matrix {\displaystyle P(t):=(p_{ij}(t))} zusammen, ist ihre zeitliche Entwicklung beschrieben durch die kolmogorowsche Vorwärtsgleichung
{\displaystyle {\frac {\mathrm {d} P(t)}{\mathrm {d} t}}=P(t)Q,}
wobei der Anfangswert {\displaystyle P(0)} die Einheitsmatrix ist. Mittels Matrixexponential kann man ihre Lösung in der Form {\displaystyle P(t)=\exp(tQ)} darstellen. Die Lösung erfüllt die Chapman-Kolmogorow-Gleichung {\displaystyle P(s+t)=P(s)P(t)}.
Weil jede Zeilensumme der Intensitätsmatrix null ist, gilt {\displaystyle q_{kk}=-\sum _{l\neq k}q_{kl}}. Man kommt hiermit zur Umformung
{\displaystyle {\frac {\mathrm {d} p_{ik}}{\mathrm {d} t}}=\sum _{l}p_{il}q_{lk}=\sum _{l\neq k}p_{il}q_{lk}+p_{ik}q_{kk}=\sum _{l\neq k}(p_{il}q_{lk}-p_{ik}q_{kl}).}
Substituiert man mit {\displaystyle P_{k}:=p_{ik}} und die Intensitätsmatrix durch ihre Transponierte {\displaystyle T_{kl}:=q_{lk}}, ergibt sich die beschriebene Form der Mastergleichung.

## Anwendung
Die Mastergleichung kann zur Beschreibung der Zeitentwicklung einer statistischen Observablen {\displaystyle x} benutzt werden:
{\displaystyle E(x)(t)=\sum _{x}xP_{x}(t)\implies {\frac {\mathrm {d} E(x)}{\mathrm {d} t}}(t)=\sum _{x}x{\frac {\mathrm {d} P_{x}}{\mathrm {d} t}}(t)},
wobei im hinteren Teil die Mastergleichung eingesetzt werden kann. Dies kann (nach Einführung der Sprungmomente) zur Herleitung der Linear Response Theorie benutzt werden.
Die Mastergleichung in der obigen Form wurde in der Quantenstatistik zuerst von Wolfgang Pauli abgeleitet und heißt deshalb auch Pauli-Mastergleichung. Sie ist eine Differentialgleichung für die Zustandswahrscheinlichkeiten, also die Diagonalelemente der Dichtematrix. Es gibt auch Verallgemeinerungen, die die Nichtdiagonalelemente einbeziehen (Mastergleichung in Lindblad-Form). Eine weitere Verallgemeinerung ist die Nakajima-Zwanzig-Gleichung im Mori-Zwanzig Formalismus.
Allgemeiner nennt man in der statistischen Mechanik Mastergleichungen grundlegende Gleichungen (häufig in der obigen Form einer Bilanzgleichung) für die Wahrscheinlichkeitsverteilungen, aus denen sich dann durch Näherungen und Grenzübergänge einfacher zu lösende Gleichungen ableiten lassen, wie beispielsweise Differentialgleichungen vom Typ der Fokker-Planck-Gleichung (die auch die Diffusionsgleichung umfasst) im Kontinuumslimes. Hinter diesen Näherungen steckt aber noch die mikroskopisch gültige Master-Gleichung, daher der Name.